# La rivolta dei mercenari
La rivolta dei mercenari è un film del 1961 diretto da Piero Costa.

## Trama
Durante il Rinascimento italiano, Patrizia, duchessa di Rivalta in Friuli, è determinata a sposare il principe Stefano nonostante la sua volontà. Questa è l'unico modo per evitare che il conte Keller si impossessi dei suoi fondi. Lucio di Rialto, un capo mercenario, si offre di aiutare Patrizia.